# Roewe 360
Roewe 360 – samochód osobowy klasy kompaktowej produkowany pod chińską marką Roewe w latach 2015–2017 oraz jako Roewe 360 Plus w latach 2017–2020.

## Historia i opis pojazdu

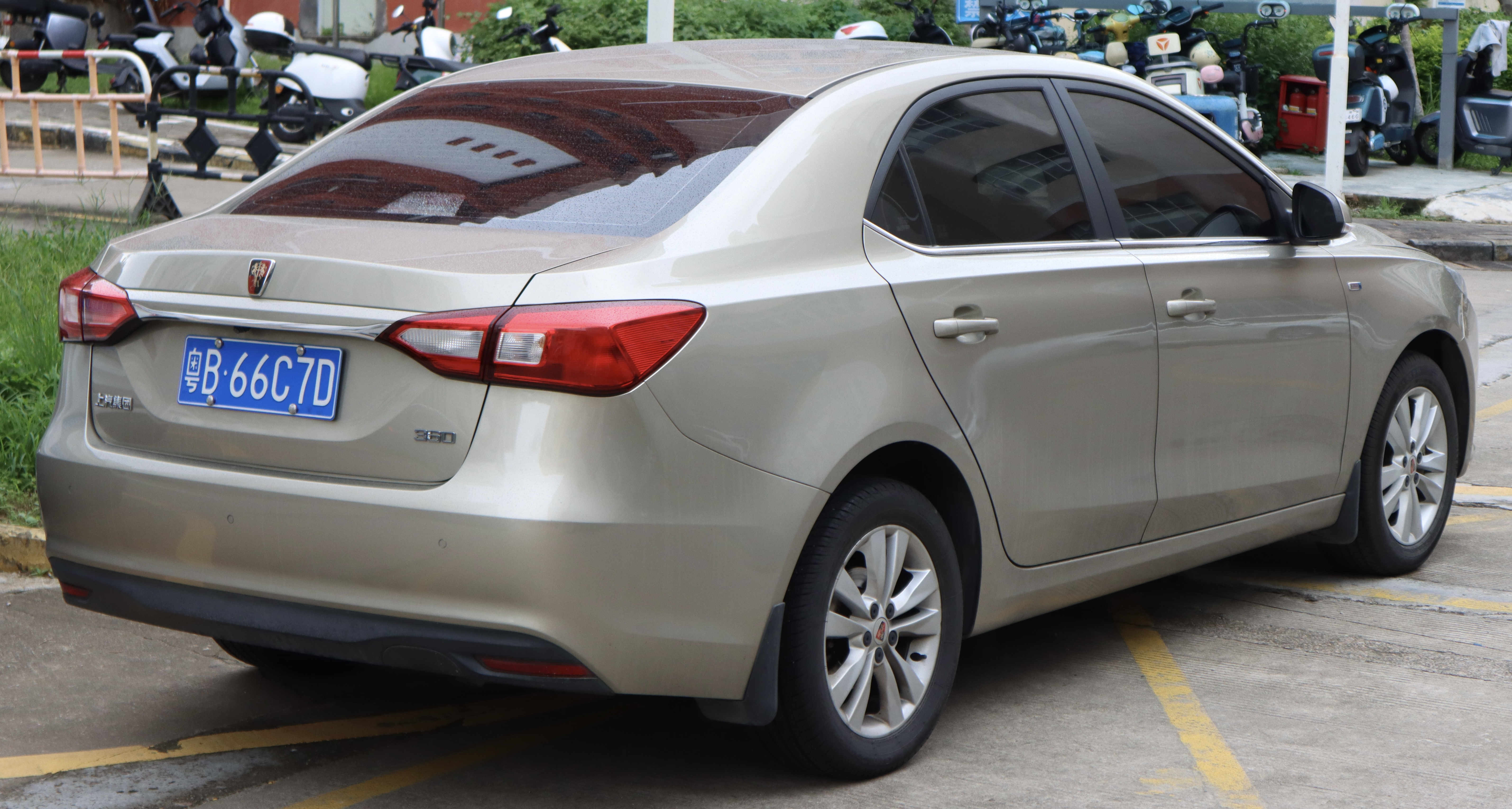
Roewe 360 - tył

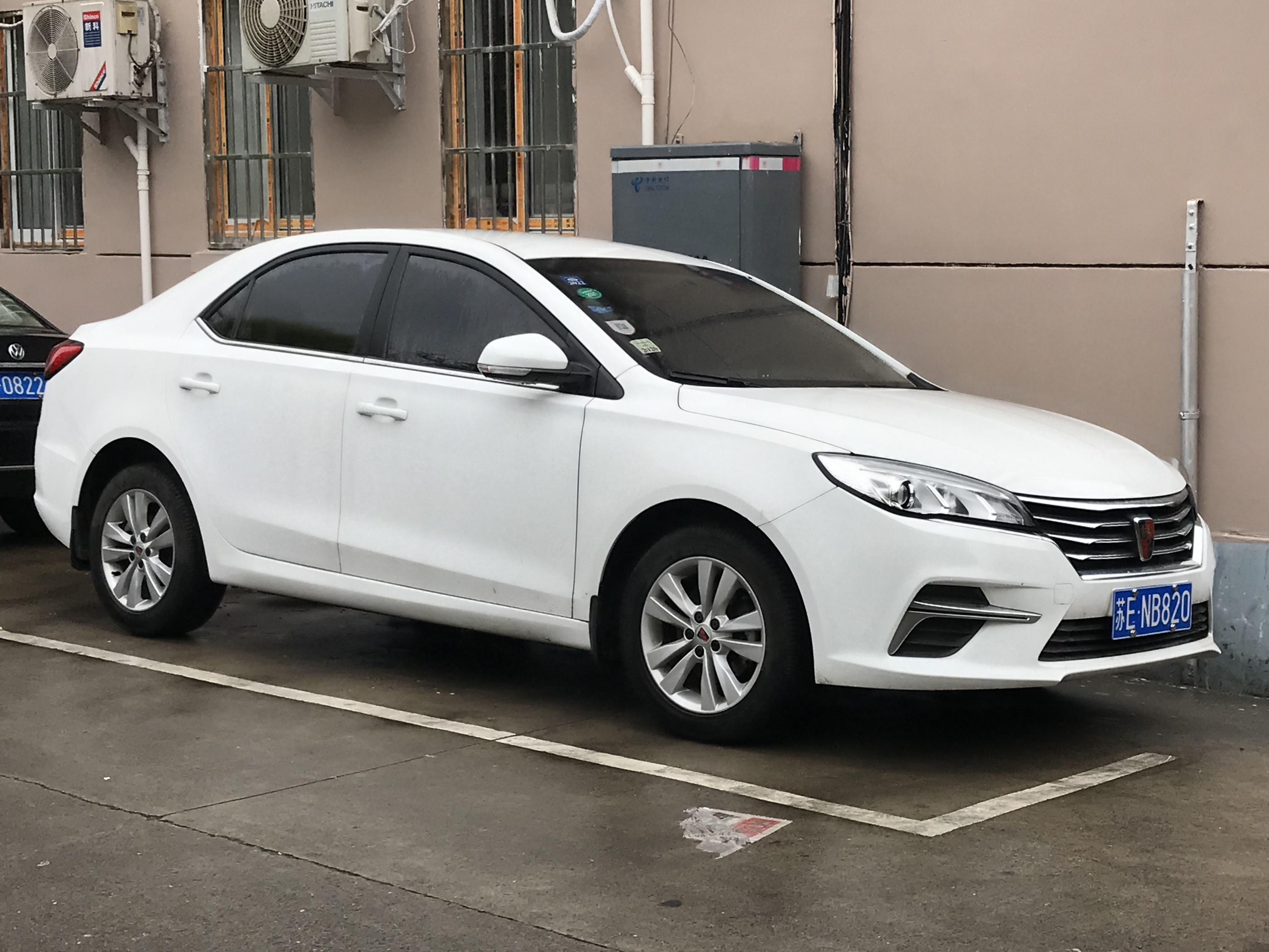
Roewe 360 Plus po liftingu

Roewe przedstawiło kompaktowego 360 w lipcu 2015 roku jako następcę dotychczasowego taniego sedana tej koncepcji, modelu 350. Pomimo ewolucyjnego zakresu zmian pod kątem stylistycznym, Roewe 360 oparty został na płycie podłogowej nowej generacji, którą wspóldzielił także z podobnej wielkości bratnim MG GT.
Podobnie jak nadwozie, deska rozdzielcza Roewe 360 przeszła ewolucyjny zakres zmian w stosunku do poprzednika. Przy masywnej budowie, w centralnym punkcie zdominował ją wyświetlacz systemu multimedialnego z umieszczonymi po bokach nawiewami. Zachowano też charakterystyczny układ zegarów z centralnie umieszczonym obrotomierzem.
Pod kątem technicznym Roewe 360 zyskał gamę jednostek napędowych zapożyczonych z lokalnie produkowanego Chevroleta Cruze'a w ramach partnerstwa, jakie koncern SAIC prowadzi z General Motors w ramach SAIC-GM.

### Lifting
W październiku 2017 roku Roewe 360 przeszło obszerną restylizację, która przyniosła nową nazwę Roewe 360 Plus. Przednia część nadwozia zyskała nowy wygląd zderzaka z większymi, szeroko rozstawionymi wlotami powietrza, z kolei tylne lampy otrzymały przeprojektowane wkłady lamp. Ponadto, producent zastosował też nowe koło kierownicy oraz unowocześniony system multimedialny.

### Sprzedaż
Podobnie jak poprzednik, Roewe 360 eksportowany był pod marką MG jako MG 360 także do Chile oraz państw Bliskiego Wschodu, jak Oman, Zjednoczone Emiraty Arabskie czy Arabia Saudyjska. W 2017 roku w parterstwie z irańskim przedsiębiorstwem Iran Khodro uruchomiono także lokalną produkcję MG 360 w Iranie z myślą o lokalnym rynku.

### Silniki
- R4 1.4l Turbo
- R4 1.5l